# Simone Tebet
Simone Tebet   (Três Lagoas, 22 de febrer de 1970) és una advocada, professora, escriptora i política brasilera. Ha sigut diputada estatal, alcaldessa de la seva vila natal (2004-2010), vicegovernadora de Mato Grosso do Sul (2011-2014) i Senadora de la República pel mateix estat (2015-2022), on va candidatar-se per presidir la cambra alta. Tebet va ser candidata a la presidència del Brasil en les eleccions de 2022 representant el Moviment Democràtic Brasiler i quedant en 3r lloc en el primer torn.
És l'actual ministra de Planificació i Pressupost del Brasil al govern de Lula des de l'1 de gener de 2023.
És filla del polític Ramez Tebet, ministre, senador i expresident del Congrés Nacional, mort el 2006, i de la filantropa Fairte Nassar Tebet, ambdós fills d'immigrants libanesos arrelats a Mato Grosso do Sul. Està casada amb el diputat estatal Eduardo Rocha i tenen dues filles, Fernanda i Eduarda. Es va formar en Dret per la Universitat Federal de Rio de Janeiro i és especialista en Ciència del Dret, exercint com a professora.

## Trajectòria política

### Municipal i estatal
Tebet va iniciar la seva carrera política l'any 2002, al ser electa diputada estatal de Mato Grosso do Sul, amb 25.251 vots. Abans havia sigut consultora tècnica jurídica de l'Assemblea Legislativa de l'estat, entre 1995 i 1997.
Va deixar el càrrec de diputada per presentar-se en les eleccions de 2004 a la batllia de Três Lagoas, sent la primera dona en ocupar tal càrrec en el municipi. Allà va sostenir el fort moviment d'industrialització de la ciutat, iniciat pel seu antecessor Issam Fares. Tebet va ser membre del Consell de Representació del Centre-Oest en la Confederació Nacional dels Municipis.
Va revalidar el càrrec el 2008, però el 31 de març de 2010, va renunciar a l'alcaldia per formar part de l'equip d'André Puccinelli en les eleccions al govern de Mato Grosso do Sul, convertint-se en vicegovernadora de l'estat.

### Senat Federal

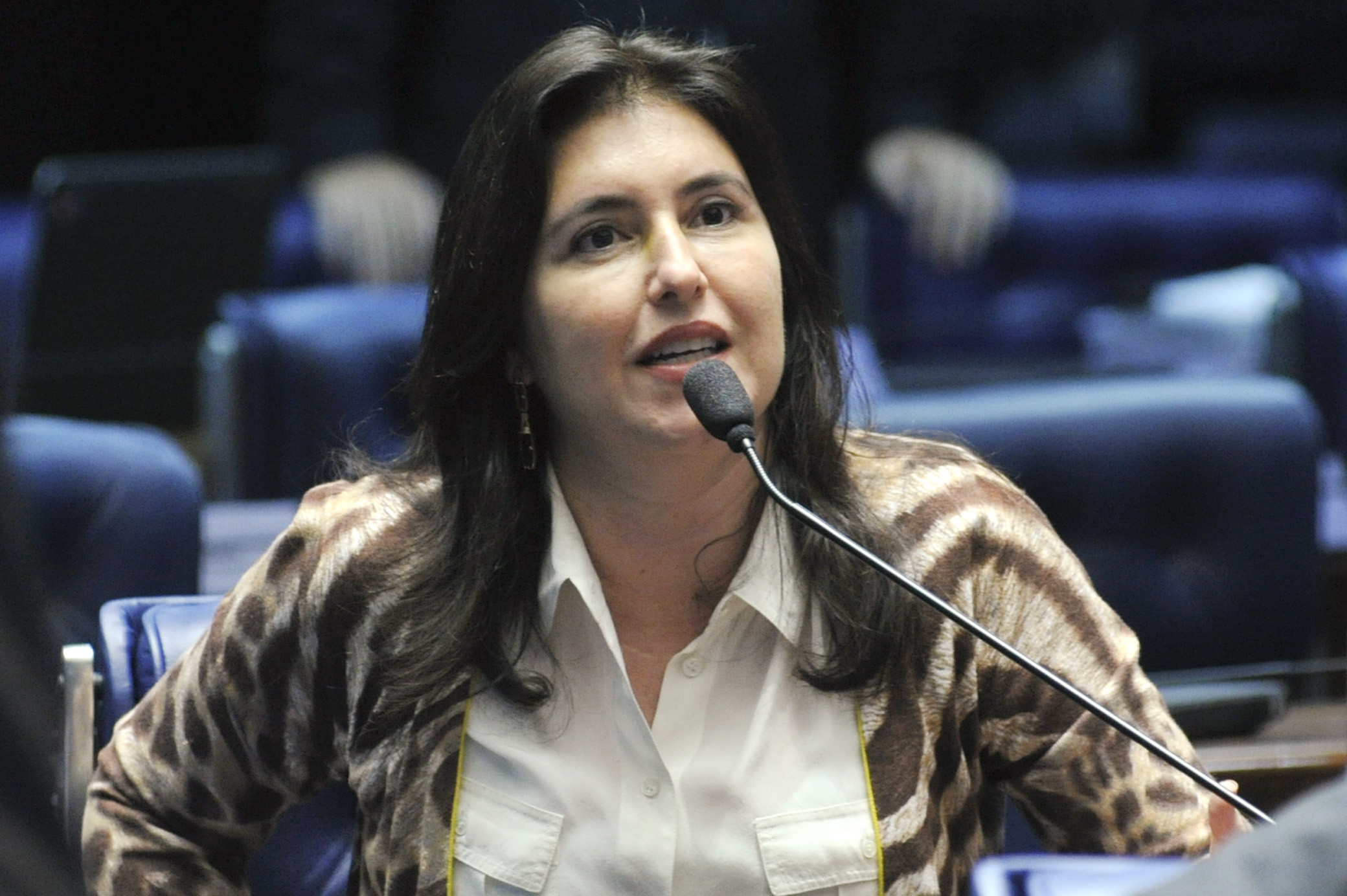
Simone Tebel al Senat, abril de 2015.

En les eleccions generals de 2014, es va presentar com a candidata al càrrec de senadora pel Mato Grosso do Sul, sent electa el 5 d'octubre d'aquell any. Va ocupar el càrrec l'1 de febrer de 2015.
L'any 2018, amb la detenció de l'exgovernador Puccinelli per corrupció (més tard la condemna va ser anul·lada), l'MDB va oferir a Tebet la possibilitat de liderar el partit en el seu intent de recuperar el Govern de Mato Grosso do Sul. No obstant, la senadora va rebutjar la proposta, al·legant motius personals.
Ja des d'aquell any, Tebet va ser la líder del grup parlamentari de l'MDB i el 2019 va ser escollida per presidir la Comissió de Constitució, Justícia i Ciutadania de la cambra. El gener de 2021, va ser proposta pel seu partit per disputar la Presidència del Senat. No obstant, l'MDB, en una polèmica maniobra, va retirar el suport a la seva pròpia senadora i va donar suport al seu adversari, Rodrigo Pacheco (Demócratas), a canvi de garantir la vicepresidència primera de la cambra si aquest guanyava la votació. Tebet va continuar amb la seva candidatura, com a independent, sent la segona més votada per darrere de Pacheco.

#### Posicions legislatives

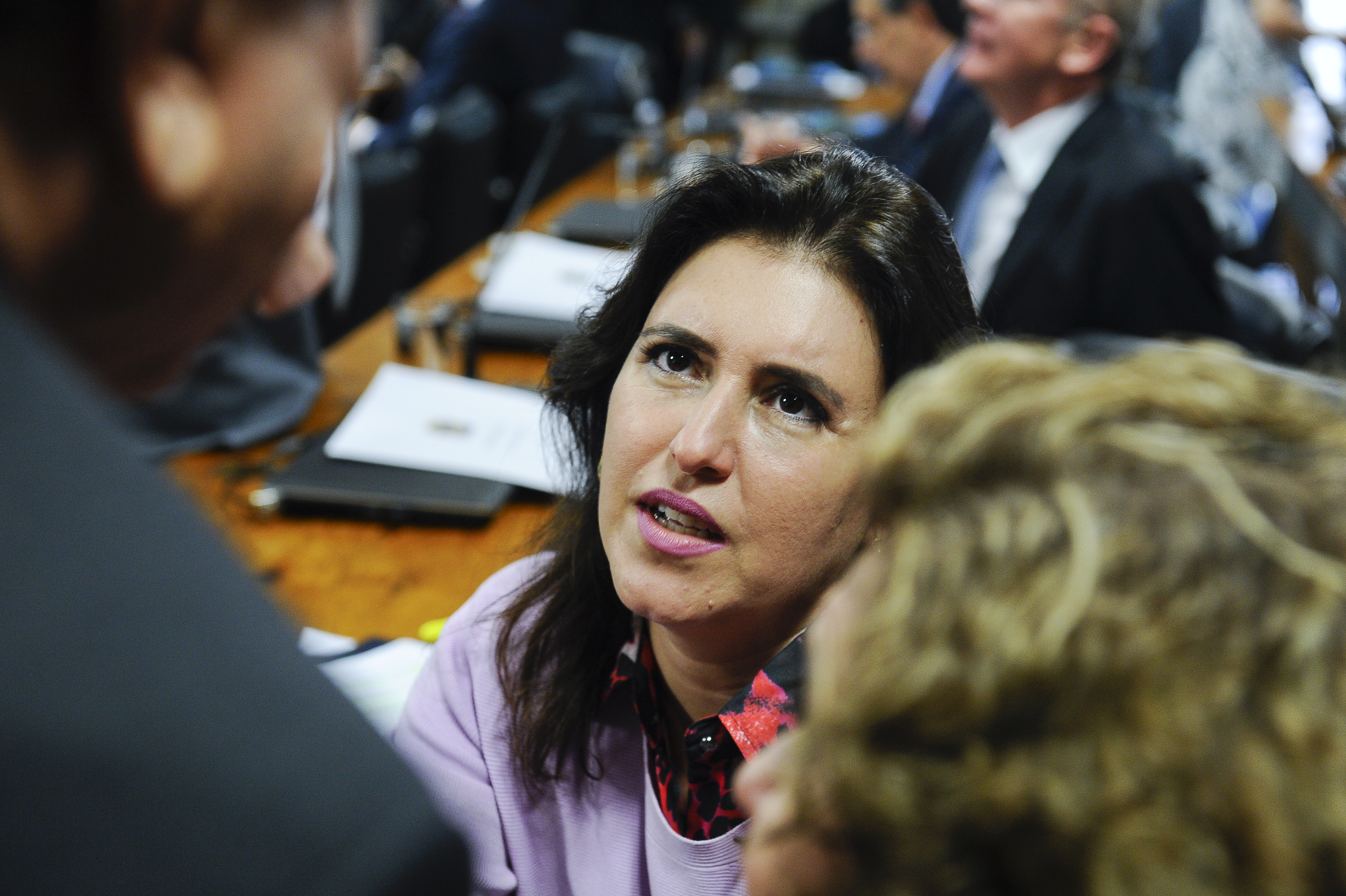
Tebet en la Comissió especial que va tractar l'impeachment de Dilma Rousseff (2016).

L'agost de 2016, va votar a favor del procés d'impeachment de Dilma Rousseff. En canvi, l'octubre de 2017 va votar a favor de mantenir el mandat del senador Aécio Neves, quan va ser acusat de corrupció i obstrucció de la justícia.
Un dels principals projectes defensats per Simone Tebet en el Senat Federal tractava sobre l'aixecament de les demarcacions de terres indígenes i el pagament d'indemnitzacions als latifundistes. La senadora va rebre crítiques per suposat conflictes d'interessos, apuntant que era propietària d'una hisenda a Caarapó i es veuria beneficiada de la seva aprovació.

### Eleccions de 2022

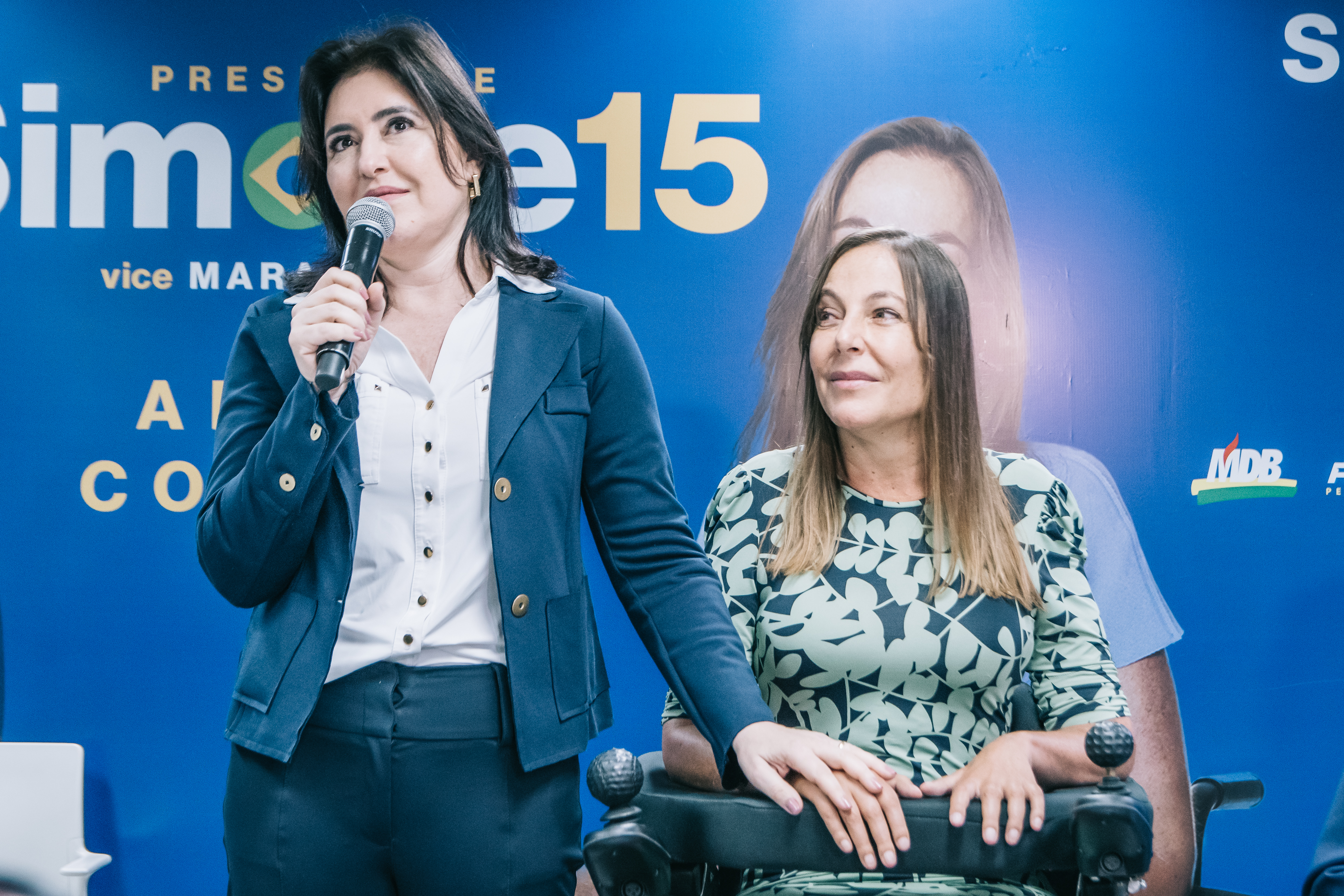
Tebet en l'anunci de Mara Gabrilli com a candidata a Vicepresidenta.

La precandidata de l'MDB a la Presidència de la República en les eleccions de 2022 va ser l'escollida per encapçalar la coalició de centre Brasil para Todos, formada pel seu partit, el PSDB i Podemos) i aspirar a convertir-se en una tercera via en la cursa presidencial. Tebet va anunciar el 2 d'agost que la senadora Mara Gabrilli (PSDB) l'acompanyaria com a candidata a la vicepresidència.

Percentatge de vot de Tebet en el primer torn de les eleccions presidencials de 2022.

Els especialistes van valorar que Simone Tebet havia tingut la millor participació de tots els candidats en el conjunt dels tres debats televisats abans del primer torn, presentant preguntes i crítiques contra Lula i Bolsonaro. Això va ser considerat un fet cabdal en el resultat obtingut en els comicis. En l'escrutini del 2 d'octubre, Tebet va aconseguir sobrepassar el candidat del PDT, Ciro Gomes, sent la tercera candidata més votada. No obstant, la concentració del vot en els dos principals aspirants va comportar que la senadora es convertís en la pitjor tercera classificada de les 9 eleccions presidencials de la Sisena República amb el 4,16% dels vots. Tampoc va poder batre el registre d'Ulysses Guimarães, el candidat de l'MDB que ha obtingut un millor resultat des del restabliment de la democràcia al Brasil.
Després de la confirmació de que hi hauria un segon torn, Simone va oficialitzar el seu suport a la candidatura de Lula (PT), degut al «seu compromís amb la democràcia i la Constitució, fet que desconec de l'actual president». Després de la victòria del petista en la segona ronda, Tebet va ser considerada una probable candidata per formar part de l'executiu que dirigirà el país a partir de l'1 de gener de 2023.

### Ministra
A finals de desembre de 2022, el president electe Lula da Silva va confirmar l'entrada de Tebet en el nou gabinet. Tot i que s'havia especulat que podria assumir les carteres d'Agricultura o Medi Ambient, va ser designada ministra de Planificació i Pressupostos.

## Reconeixements
El mitjà especialitzat en política Congresso em Foco, que premia al millor diputat federal i al millor senador de cada any, va concedir a Tebet el premi a la millor senadora en dues ocasions, 2018 i 2019.
El desembre de 2022, es va publicar la llista 100 Women que anualment emet la BBC. En aquesta edició, tres brasileres van ser incloses: Alice Pataxó, Erika Hilton i Simone Tebet.